# Durrington (Sussex de l'Ouest)
Pour les articles homonymes, voir Durrington.
Durrington est une banlieue de Worthing, dans le Sussex de l'Ouest, en Angleterre. Il s'agit historiquement d'un village distinct qui a été rattrapé par l'urbanisation de la conurbation de Brighton and Hove. Administrativement, elle relève du borough de Worthing.
Au recensement de 2011, le ward de Durrington comptait 5 528 habitants.

## Toponymie
Durrington est un toponyme d'origine vieil-anglaise qui désigne une ferme ou un manoir (tūn) associé à un homme appelé Dēor ou Dēora. Sa première attestation certaine figure dans le Domesday Book, compilé en 1086, sous la forme Derentune.

## Géographie

### Situation générale
Durrington se situe dans le Sussex de l'Ouest, un comté du Sud-Est de l'Angleterre. Il se trouve dans le sud de ce comté, non loin du littoral de la Manche.
Au Moyen Âge, Durrington fait partie du rape de Bramber (en), l'un des six rapes du comté de Sussex. Le Sussex de l'Ouest est constitué en tant que comté administratif en 1888, puis comme comté cérémoniel et comté non métropolitain en 1974. Au sein de ce comté, Durrington relève du borough de Worthing.

### Transports
La route A27 (en), axe majeur reliant Salisbury à Pevensey, passe juste au nord de Durrington. La gare de Durrington-on-Sea (en) se situe à Goring-by-Sea, à 2 km au sud de Durrington. Elle est desservie par les trains de la West Coastway line (en) qui relie Southampton à Brighton.

## Histoire
La première mention de Durrington dans les sources écrites pourrait figurer dans une charte du roi anglais Æthelstan datée du 28 mai 934. Rédigée à Winchester par un scribe surnommé « Æthelstan A » par les historiens modernes, elle enregistre une donation du roi à son thegn Ælfwald d'un terrain de 12 hides situé en un lieu appelé Derantune. Il s'agit vraisemblablement, mais pas certainement, de Durrington.
Après la conquête normande de l'Angleterre, en 1066, Guillaume le Conquérant constitue le rape de Bramber (en) et le confie en fief à un seigneur normand, Guillaume de Briouze (en). Dans le Domesday Book, Durrington figure comme la propriété de Robert le Sauvage, un vassal de Guillaume de Briouze. La population du village y est évaluée à 31 feux et sa valeur annuelle à 8 livres.

## Culture locale et patrimoine

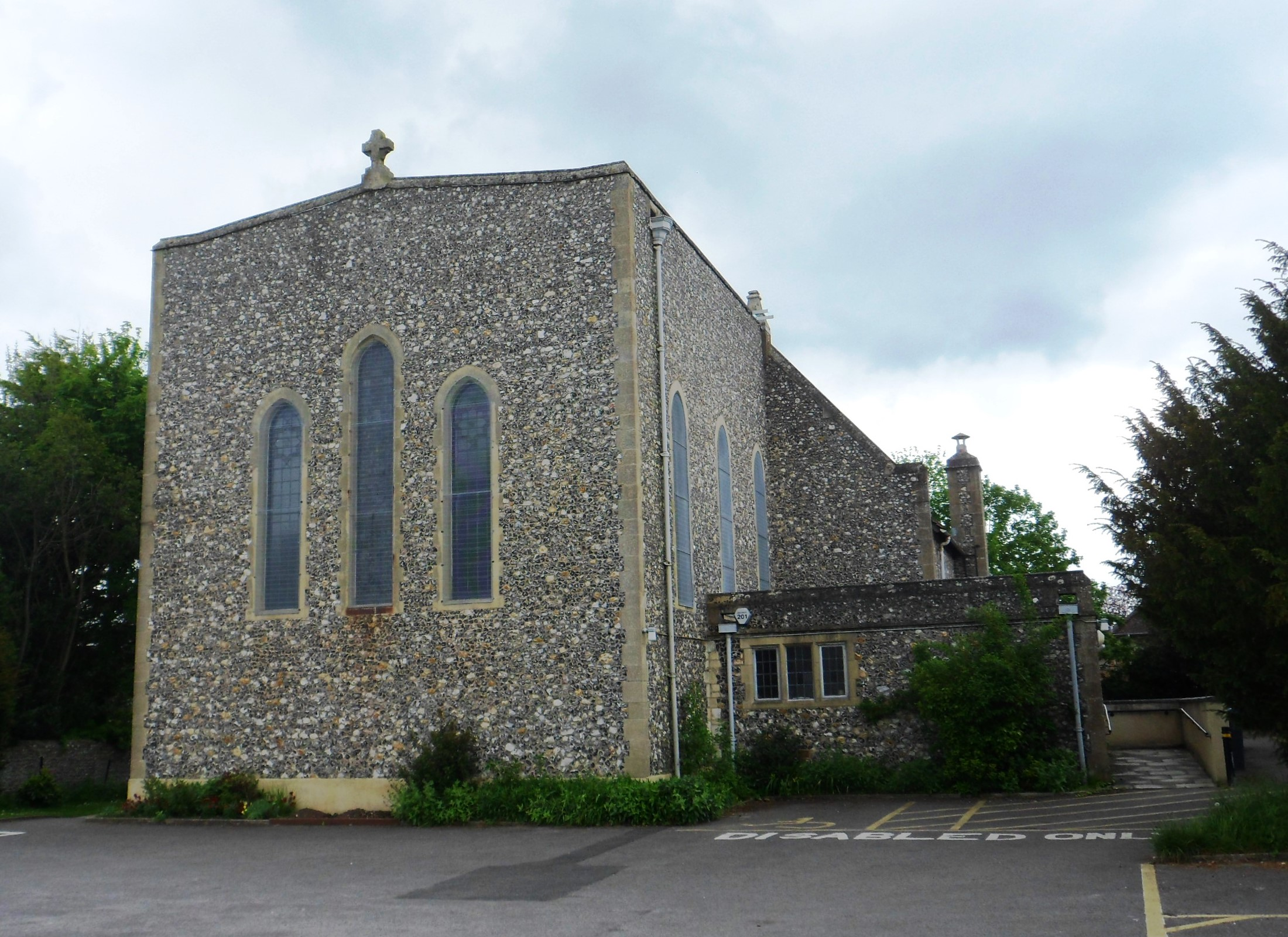
L'église Saint-Symphorien.

L'église paroissiale de Durrington (en) est dédiée à Symphorien d'Autun. Construite en 1914 et consacrée en 1916, elle remplace une église en fer édifiée en 1890 qui a elle-même supplanté une église médiévale du XIIIe siècle endommagée dans les années 1640, au cours de la Première révolution anglaise. Elle constitue un monument classé de grade II depuis 1949.